# Đền Mẫu Bát Tràng
Đền Mẫu Bát Tràng là một ngôi đền thờ đạo Mẫu Việt Nam, ngôi đền này thờ Mẫu Bản Hương, một người con gái Bát Tràng, được tín đồ tin là con gái Ngọc Hoàng thượng đế đầu thai.
Ngôi đền này mang đậm phong cách kiến trúc đời Nguyễn, được xây dựng vào cuối thế kỷ XVI đầu thế kỷ XVII, được đại trùng tu vào đời Tự Đức và được tôn tạo vào thời Thành Thái.

## Kiến trúc
Đền Mẫu Bát Tràng là nơi thờ tự tâm linh mang đậm phong cách kiến trúc Đời Nguyễn, kiến dựng vào cuối thế kỷ XVI đầu thế kỷ XVII, đại trùng tu dưới thời Vua Tự Đức và tôn tạo vào thời Vua Thành Thái. Đền được dựng bên mé nước Sông Hồng, phong thủy đắc địa, ngay bến thương thuyền Ba Đậu nổi tiếng một thời. Đền là một toà nhà nếp gỗ cổ, xây bằng gạch Bát Tràng và lợp ngói ta. Kiến trúc Đền theo lối chữ Nhị, Bái đường và Hậu cung 3 gian chạy song song trông ra sông Hồng, phía trước là tam quan và khoảng sân rộng trải gạch Bát rợp bóng cây Đại cổ thụ..
Đền thờ người con gái Bát Tràng họ Trần Đồng Tâm được dân gian suy tôn với nhiều mỹ hiệu: Mẫu Bản hương, Chầu Bà Đệ Tứ Khâm Sai. Đặc biệt, trải qua các triều đại Phong kiến, Mẫu được sắc phong: Mỹ Tín Thiên Tiên Quế Hoa Công Chúa, Tôn Thần Hộ Quốc Tí Dân Niệm Chức Linh Ứng, Trang Huy Dực Bảo Trung Hưng Thượng Đẳng Thần. Hiện nay, Đền Mẫu Bát Tràng còn lưu giữ được 1 đạo sắc phong thời Vua Khải Định.
Vương Phụ là Đồng Tâm Trần Thị, Pháp Duệ Thiền Sư, là Phủ Hiệu Sinh. Cụ học được nhiều phép hay cứu giúp người đời nên được bổ làm Tế Sinh Đường Xứ lại là Trùm trưởng trong làng.
Vương Mẫu là Đông Cục Trần Thị, là con gái cả Đặc Tiến Phụ Quốc Thượng tướng Quân, tước Văn Lễ Bá - Trung úy Phòng Hữu, Sở Chuẩn Kích, Vệ Thần Sách trong ty Điện Tiền triều Lê.
Theo truyền thuyết: Vương Mẫu mang thai từ tháng 9 năm Đinh Mão tới tháng 9 năm Mậu Thìn (1568) thì sinh ra Ngài (Mẫu Bản Hương) mày hoa thanh tú, dung mạo đoan trang, từ nhỏ chỉ ăn hoa quả, lớn lên tính tình hoà nhã, từ ý, đoan trang, uyên nhàn, thuần hậu. Năm 12 tuổi có người đến giạm hỏi thì sinh chứng bệnh đau ốm. Đến giờ Ngọ ngày 24.09 năm Ất Dậu (1585), Ngài tắm rửa sạch sẽ vào quỳ lạy cha mẹ và thưa rằng: "Con vốn là con gái Ngọc Hoàng Thượng đế xuống đầu thai làm con cha mẹ đã 18 năm, nay hết hạn con phải về chầu, không hầu hạ cha mẹ được nữa. Con xem cha mẹ có nhiều phép lạ cứu giúp người đời sau này ắt được hưởng phúc". Nói vậy, đến giờ Tuất tự nhiên đổi sắc diện mà Ngài hoá, linh cữu quản trong nhà, điếu phúng linh đình. Hoá sau trăm ngày, đêm Ngài thường biến hiện, người trong làng thấy thế lập đền thờ, cầu xin gì đều thấy được linh ứng. Các nơi xa gần đến cầu lễ rất đông, mới tôn phong Ngài là Thiên Tiên Quế Hoa Công Chúa. Sau thấy vết chân Hạc trên bát hương, thân phụ Ngài mang thiêu xác thành tro, luyện suốt trăm ngày, lưu lại một phần tro táng tại vườn chùa Tiêu Dao (làng Đống Cao), phần tro còn lại đem lên núi Thiên Thai (huyện Gia Bình, Kinh Bắc) tung theo gió. Tro bay tới đâu là dân ở đó đắp tượng và lập đền thờ. Hiện có 72 làng thuộc Gia Bình và Siêu Loại có đền thờ Ngài.
Ông Nghè Tuấn họ Vũ người làng - Tiến sĩ khoa Quý Mùi (1843) trước khi đi sứ nhà Thanh cũng đến Đền dâng hương cầu lễ. Quả nhiên 3 năm đi sứ có gì trắc trở ông đều được báo mộng. Đi sứ về ông làm lễ tạ và sửa sang đền phủ, dâng cúng nhiều đồ thờ tự vào Đền.
Đền thờ Mẫu có nhiều ngai khám, long đình, võng lọng, cửa võng, câu đối, đại tự... sơn son thếp vàng ca ngợi công đức của Ngài:
"Vạn thế chưng thường"
(Tế lễ muôn đời)
"Hậu đức tải vật"
(Đức dày trở việc)
"Bách niên hương hoả"
(Trăm năm hương khói)
Câu đối
"Quang thái môn sinh hương tộc quyến - Anh linh thần hoá hiệp cung tiêu"
(Môn sinh rực rỡ thơm sách họ, Anh linh Thần hoá khắp Cung Tiêu)
"Nhật xuất Đông A truyền vận sự - Nguyệt minh thanh phủ dạ kỳ hương"
(Mặt trời mọc: Đông A truyền sự đẹp, Vầng trăng sáng: Toà thanh phủ ngát hương thơm)
Thơ xưa có câu rằng:
"Đền thờ mười xứ đến cầu
Tháng Chín mở hội đâu đâu cũng về"
Hằng niên vào ngày Mẫu hoá 24.09 âm lịch, làng mở hội 2 ngày (23 & 24.09). Họ Trần làm lễ Tế tổ, làng Bát Tràng làm lễ tế Thần (Mẫu), hội Dâng hương tiến lễ, bà con dân làng và khách thập phương đến cầu lễ rất đông. Tối ngày 24.09 làm lễ phóng đăng trên sông Hồng trước cửa Đền, những ngọn hoa đăng bập bùng chớp sáng trên sông nom như những chùm sao lấp lánh trên màn trời đêm.